# Vinnytsia (huyện)
Huyện Vinnytsia (tiếng Ukraina: Вінницький район, chuyển tự: Vinnytsias’kyi raion) là một huyện của tỉnh Vinnytsia thuộc Ukraina. Huyện Vinnytsia có diện tích 919 km², dân số theo điều tra dân số ngày 5 tháng 12 năm 2001 là 74250 người với mật độ 81 người/km2. Trung tâm huyện nằm ở Vinnytsia.